# Hans Zimmer/Filmografie
Diese Filmografie ist eine Übersicht über Filme, Fernsehserien und Videospiele, an denen Hans Zimmer als Komponist und Musikproduzent mitgewirkt hat.

## Als Komponist

### Filme

#### 1980er
| Jahr | Originaltitel            | Regisseur         | Studio / Publisher                                                        | Bemerkungen                                                       |
| ---- | ------------------------ | ----------------- | ------------------------------------------------------------------------- | ----------------------------------------------------------------- |
| 1982 | Moonlighting             | Jerzy Skolimowski | Miracle Films                                                             | Mit Stanley Myers komponiert                                      |
| 1984 | Le succès à tout prix    | Jerzy Skolimowski | Gaumont Film Company                                                      | Mit Stanley Myers komponiert                                      |
| 1984 | Histoire d’O: Chapitre 2 | Éric Rochat       | Cannon Film Distributors                                                  | Mit Stanley Myers komponiert                                      |
| 1985 | My Beautiful Laundrette  | Stephen Frears    | Working Title Films Channel Four Films                                    | Mit Stanley Myers komponiert                                      |
| 1985 | Insignificance           | Nicolas Roeg      | Recorded Picture Company Zenith Productions                               | Mit Stanley Myers komponiert                                      |
| 1986 | The Zero Boys            | Nico Mastorakis   | Omega Entertainment                                                       | Mit Stanley Myers komponiert                                      |
| 1986 | Separate Vacations       | Michael Anderson  | Alliance Communications Playboy Productions                               | Mit Stanley Myers komponiert                                      |
| 1987 | Terminal Exposure        | Nico Mastorakis   | Omega Entertainment                                                       | Mit Stanley Myers komponiert                                      |
| 1987 | Nightmare at Noon        | Nico Mastorakis   | Omega Entertainment                                                       | Mit Stanley Myers komponiert                                      |
| 1987 | The Wind                 | Nico Mastorakis   | Omega Entertainment                                                       | Mit Stanley Myers komponiert                                      |
| 1987 | The Nature of the Beast  | Franco Rosso      | Channel Four Films Cannon Film Distributors                               | Mit Stanley Myers komponiert                                      |
| 1988 | The Fruit Machine        | Philip Saville    | Film4 Productions Cannon Films                                            | –                                                                 |
| 1988 | A World Apart            | Chris Menges      | Atlantic Releasing Corporation                                            | –                                                                 |
| 1988 | Taffin                   | Francis Megahy    | Vestron Pictures Metro-Goldwyn-Mayer United Artists                       | Mit Stanley Myers komponiert                                      |
| 1988 | Paperhouse               | Bernard Rose      | Working Title Films Vestron Pictures                                      | Mit Stanley Myers komponiert                                      |
| 1988 | Rain Man                 | Barry Levinson    | Barris Industries Guber-Peters Company United Artists Metro-Goldwyn-Mayer | Für Oscar/Beste Filmmusik nominiert                               |
| 1988 | Burning Secret           | Andrew Birkin     | Vestron Pictures                                                          | –                                                                 |
| 1989 | Twister                  | Michael Almereyda | Vestron Pictures                                                          | –                                                                 |
| 1989 | Black Rain               | Ridley Scott      | Paramount Pictures                                                        | –                                                                 |
| 1989 | Diamond Skulls           | Nick Broomfield   | Film4 Productions Working Title Films                                     | –                                                                 |
| 1989 | Driving Miss Daisy       | Bruce Beresford   | The Zanuck Company Warner Bros. Pictures                                  | Für Grammy Award for Best Song Written for Visual Media nominiert |

#### 1990er
| Jahr | Originaltitel                | Regisseur                                | Studio / Publisher                                                                          | Bemerkungen |
| ---- | ---------------------------- | ---------------------------------------- | ------------------------------------------------------------------------------------------- | --- |
| 1990 | Chicago Joe and the Showgirl | Bernard Rose                             | LIVE Entertainment PolyGram Filmed Entertainment Working Title Films New Line Cinema        | – |
| 1990 | Bird on a Wire               | John Badham                              | Interscope Communications Universal Pictures                                                | – |
| 1990 | Fools of Fortune             | Pat O’Connor                             | Channel Four Films                                                                          | – |
| 1990 | Days of Thunder              | Tony Scott                               | Don Simpson/Jerry Bruckheimer Films Paramount Pictures                                      | – |
| 1990 | Pacific Heights              | John Schlesinger                         | Morgan Creek Productions 20th Century Fox (Theatrical) Sony Pictures (Home media)           | – |
| 1990 | Green Card                   | Peter Weir                               | Umbrella Entertainment Touchstone Pictures                                                  | – |
| 1991 | Backdraft                    | Ron Howard                               | Imagine Entertainment Universal Pictures                                                    | – |
| 1991 | Thelma & Louise              | Ridley Scott                             | Pathé Metro-Goldwyn-Mayer                                                                   | Für British Academy Film Award/Beste Filmmusik nominiert |
| 1991 | Regarding Henry              | Mike Nichols                             | Paramount Pictures                                                                          | – |
| 1991 | Where Sleeping Dogs Lie      | Charles Finch                            | August Entertainment Columbia TriStar                                                       | Mit Mark Mancina komponiert |
| 1991 | K2                           | Franc Roddam                             | Paramount Pictures                                                                          | Mit Chaz Jankel komponiert |
| 1992 | Radio Flyer                  | Richard Donner                           | Columbia Pictures                                                                           | – |
| 1992 | The Power of One             | John G. Avildsen                         | Regency Enterprises Le Studio Canal+ Village Roadshow Pictures Warner Bros. Pictures        | – |
| 1992 | A League of Their Own        | Penny Marshall                           | Columbia Pictures                                                                           | – |
| 1992 | Toys                         | Barry Levinson                           | Baltimore Pictures 20th Century Fox                                                         | Mit Trevor Horn Für Saturn Award für die beste Musik nominiert |
| 1993 | Point of No Return           | John Badham                              | Warner Bros. Pictures                                                                       | Mit Nick Glennie-Smith komponiert |
| 1993 | Younger and Younger          | Percy Adlon                              | Transmundo Films                                                                            | – |
| 1993 | Calendar Girl                | John Whitesell                           | Columbia Pictures                                                                           | – |
| 1993 | True Romance                 | Tony Scott                               | Morgan Creek Productions Davis Films Warner Bros. Pictures                                  | – |
| 1993 | Cool Runnings                | Jon Turteltaub                           | Walt Disney Pictures                                                                        | – |
| 1993 | The House of the Spirits     | Bille August                             | Constantin Film Miramax Films                                                               | – |
| 1994 | I’ll Do Anything             | James L. Brooks                          | Gracie Films Columbia Pictures                                                              | – |
| 1994 | Renaissance Man              | Penny Marshall                           | Cinergi Pictures Touchstone Pictures                                                        | – |
| 1994 | The Lion King                | Roger Allers Rob Minkoff                 | Walt Disney Feature Animation Walt Disney Pictures                                          | Erster Hans Zimmer Soundtrack für einen animierten Film Songs von Elton John & Tim Rice Gewann Oscar/Beste Filmmusik Gewann Golden Globe Award/Beste Filmmusik Für British Academy Film Award/Beste Filmmusik nominiert Für Grammy Award for Best Arrangement, Instrumental and Vocals nominiert Für Grammy Award for Best Musical Album for Children nominiert Für Grammy Award for Best Score Soundtrack for Visual Media nominiert |
| 1994 | Drop Zone                    | John Badham                              | Paramount Pictures                                                                          | – |
| 1995 | Crimson Tide                 | Tony Scott                               | Don Simpson/Jerry Bruckheimer Films Hollywood Pictures                                      | Für Grammy Award for Best Score Soundtrack for Visual Media nominiert Für Saturn Award für die beste Musik nominiert |
| 1995 | Beyond Rangoon               | John Boorman                             | Castle Rock Entertainment Columbia Pictures                                                 | – |
| 1995 | Nine Months                  | Chris Columbus                           | 1492 Pictures 20th Century Fox                                                              | – |
| 1995 | Something to Talk About      | Lasse Hallström                          | Warner Bros. Pictures                                                                       | Mit Graham Preskett komponiert |
| 1995 | Two Deaths                   | Nicolas Roeg                             | Castle Hill                                                                                 | – |
| 1996 | The Whole Wide World         | Dan Ireland                              | Sony Pictures Classics The Kushner-Locke Company Cineville                                  | Mit Harry Gregson-Williams |
| 1996 | Broken Arrow                 | John Woo                                 | 20th Century Fox                                                                            | – |
| 1996 | Muppet Treasure Island       | Brian Henson                             | Jim Henson Productions Walt Disney Pictures                                                 | Songs von Barry Mann & Cynthia Weil |
| 1996 | The Rock                     | Michael Bay                              | Don Simpson/Jerry Bruckheimer Films Hollywood Pictures                                      | Mit Nick Glennie-Smith & Harry Gregson-Williams komponiert |
| 1996 | The Fan                      | Tony Scott                               | Mandalay Entertainment Scott Free Productions TriStar Pictures                              | – |
| 1996 | The Preacher’s Wife          | Penny Marshall                           | The Samuel Goldwyn Company Touchstone Pictures                                              | Für Oscar/Beste Filmmusik nominiert |
| 1997 | Smilla’s Sense of Snow       | Bille August                             | Bavaria Film Constantin Film Det Danske Filminstitut Greenland Film Production Nordisk Film | Mit Harry Gregson-Williams |
| 1997 | The Peacemaker               | Mimi Leder                               | DreamWorks Pictures                                                                         | – |
| 1997 | As Good as It Gets           | James L. Brooks                          | Gracie Films TriStar Pictures                                                               | Für Oscar/Beste Filmmusik nominiert |
| 1998 | The Last Days                | James Moll                               | October Films                                                                               | Dokumentarfilm |
| 1998 | The Prince of Egypt          | Simon Wells Brenda Chapman Steve Hickner | DreamWorks Animation DreamWorks Pictures                                                    | Songs von Stephen Schwartz Für Oscar/Beste Filmmusik nominiert Für Golden Globe Award/Beste Filmmusik nominiert Für Saturn Award für die beste Musik nominiert |
| 1998 | The Thin Red Line            | Terrence Malick                          | Phoenix Pictures 20th Century Fox                                                           | Für Oscar/Beste Filmmusik nominiert |
| 1999 | Chill Factor                 | Hugh Johnson                             | Morgan Creek Productions Warner Bros. Pictures                                              | Mit John Powell komponiert |

#### 2000er
| Jahr | Originaltitel                                  | Regisseur                                | Studio / Publisher                                                                                         | Bemerkungen |
| ---- | ---------------------------------------------- | ---------------------------------------- | --- | --- |
| 2000 | An Everlasting Piece                           | Barry Levinson                           | DreamWorks Pictures (US) Columbia Pictures (International)                                                 | – |
| 2000 | Mission: Impossible II                         | John Woo                                 | Cruise/Wagner Productions Paramount Pictures                                                               | – |
| 2000 | Gladiator                                      | Ridley Scott                             | Scott Free Productions Red Wagon Entertainment DreamWorks Pictures (US) Universal Pictures (International) | Mit Lisa Gerrard komponiert Gewann Golden Globe Award/Beste Filmmusik Für Oscar/Beste Filmmusik nominiert Für British Academy Film Award/Beste Filmmusik nominiert Für Grammy Award for Best Score Soundtrack for Visual Media nominiert Für Saturn Award für die beste Musik nominiert |
| 2000 | The Road to El Dorado                          | Eric Bergeron Don Paul                   | DreamWorks Animation DreamWorks Pictures                                                                   | Mit John Powell komponiert Für Annie Award Outstanding Individual Achievement for Music in an Animated Feature Production nominiert Für Saturn Award für die beste Musik nominiert |
| 2001 | Black Hawk Down                                | Ridley Scott                             | Revolution Studios Jerry Bruckheimer Films Scott Free Productions Columbia Pictures                        | – |
| 2001 | Riding in Cars with Boys                       | Penny Marshall                           | Gracie Films Columbia Pictures                                                                             | – |
| 2001 | Pearl Harbor                                   | Michael Bay                              | Jerry Bruckheimer Films Touchstone Pictures                                                                | Für Golden Globe Award/Beste Filmmusik nominiert |
| 2001 | Hannibal                                       | Ridley Scott                             | Dino De Laurentiis Company Scott Free Productions Metro-Goldwyn-Mayer Universal Pictures                   | – |
| 2001 | Invincible                                     | Werner Herzog                            | Channel Four Films (UK) Fine Line Features (US)                                                            | Mit Klaus Badelt komponiert |
| 2001 | The Pledge                                     | Sean Penn                                | Franchise Pictures Morgan Creek Productions Warner Bros.                                                   | Mit Klaus Badelt komponiert |
| 2002 | Spirit: Stallion of the Cimarron               | Kelly Asbury Lorna Cook                  | DreamWorks Animation DreamWorks Pictures                                                                   | Mit Songs von Bryan Adams Für Golden Globe Award/Beste Filmmusik nominiert |
| 2002 | The Ring                                       | Gore Verbinski                           | DreamWorks Pictures                                                                                        | |
| 2003 | The Last Samurai                               | Edward Zwick                             | Radar Pictures The Bedford Falls Company Cruise/Wagner Productions Warner Bros.                            | Für Golden Globe Award/Beste Filmmusik nominiert |
| 2003 | Something’s Gotta Give                         | Nancy Meyers                             | Columbia Pictures (US) Warner Bros. (International)                                                        | – |
| 2003 | Matchstick Men                                 | Ridley Scott                             | ImageMovers Scott Free Productions Saturn Films Warner Bros.                                               | – |
| 2003 | Tears of the Sun                               | Antoine Fuqua                            | Revolution Studios Cheyenne Enterprises Columbia Pictures                                                  | – |
| 2004 | Spanglish                                      | James L. Brooks                          | Gracie Films Columbia Pictures                                                                             | Für Golden Globe Award/Beste Filmmusik nominiert |
| 2004 | Laura’s Star                                   | Piet De Rycker                           | Warner Bros. Family Entertainment                                                                          | Mit Nick Glennie-Smith & Henning Lohner komponiert |
| 2004 | Shark Tale                                     | Vicky Jenson Bibo Bergeron Rob Letterman | DreamWorks Animation DreamWorks Pictures                                                                   | – |
| 2004 | King Arthur                                    | Antoine Fuqua                            | Jerry Bruckheimer Films Touchstone Pictures                                                                | – |
| 2004 | Thunderbirds                                   | Jonathan Frakes                          | StudioCanal Working Title Films Universal Pictures                                                         | |
| 2005 | The Weather Man                                | Gore Verbinski                           | Escape Artists Paramount Pictures                                                                          | Mit James S. Levine komponiert |
| 2005 | Der kleine Eisbär 2 – Die geheimnisvolle Insel | Piet De Rycker                           | Rothkirch Cartoon Film Warner Bros. Family Entertainment                                                   | Mit Nick Glennie-Smith komponiert |
| 2005 | Madagascar                                     | Eric Darnell Tom McGrath                 | DreamWorks Animation PDI/DreamWorks DreamWorks Pictures                                                    | Für Annie Award for Music in a Feature Production nominiert |
| 2005 | Batman Begins                                  | Christopher Nolan                        | DC Comics Syncopy Inc. Legendary Pictures Warner Bros.                                                     | Mit James Newton Howard komponiert Für Saturn Award für die beste Musik nominiert |
| 2006 | Pirates of the Caribbean: Dead Man’s Chest     | Gore Verbinski                           | Jerry Bruckheimer Films Walt Disney Pictures                                                               | Für Grammy Award for Best Score Soundtrack for Visual Media nominiert |
| 2006 | The Da Vinci Code                              | Ron Howard                               | Imagine Entertainment Rainmaker Digital Effects Columbia Pictures                                          | Für Golden Globe Award/Beste Filmmusik nominiert Für Grammy Award for Best Score Soundtrack for Visual Media nominiert |
| 2006 | The Holiday                                    | Nancy Meyers                             | Relativity Media Waverly Films Columbia Pictures (US) Universal Pictures (International)                   | Mit Heitor Pereira komponiert |
| 2007 | Pirates of the Caribbean: At World’s End       | Gore Verbinski                           | Jerry Bruckheimer Films Walt Disney Pictures                                                               | – |
| 2007 | The Simpsons Movie                             | David Silverman                          | Gracie Films Matt Groening Productions 20th Century Fox Animation 20th Century Fox                         | Mit Danny Elfman komponiert |
| 2008 | Road to Fame                                   | Issa López                               | Columbia Pictures                                                                                          | – |
| 2008 | Kung Fu Panda                                  | John Stevenson Mark Osborne              | DreamWorks Animation Paramount Pictures                                                                    | Mit John Powell komponiert Annie Award for Music in a Feature Production |
| 2008 | The Dark Knight                                | Christopher Nolan                        | DC Comics Syncopy Inc. Legendary Pictures Warner Bros.                                                     | Mit James Newton Howard komponiert Gewann Grammy Award for Best Score Soundtrack for Visual Media Saturn Award für die beste Musik Für British Academy Film Award/Beste Filmmusik nominiert                                                                                             |
| 2008 | Madagascar: Escape 2 Africa                    | Eric Darnell Tom McGrath                 | DreamWorks Animation Pacific Data Images Paramount Pictures                                                | – |
| 2008 | The Burning Plain                              | Guillermo Arriaga                        | Wild Bunch 2929 Entertainment Paramount Pictures                                                           | Mit Omar Rodríguez-López komponiert |
| 2008 | Frost/Nixon                                    | Ron Howard                               | Imagine Entertainment Working Title Films StudioCanal Universal Pictures                                   | Für Golden Globe Award/Beste Filmmusik nominiert |
| 2009 | The Boat That Rocked                           | Richard Curtis                           | Universal Pictures (UK & Germany) StudioCanal (France) Focus Features (US)                                 | Uncredited |
| 2009 | Transformers: Revenge of the Fallen            | Michael Bay                              | Paramount Pictures DreamWorks Hasbro Pictures                                                              | Uncredited |
| 2009 | Angels & Demons                                | Ron Howard                               | Imagine Entertainment Columbia Pictures                                                                    | Beinhaltet Spiel von Joshua Bell |
| 2009 | Sherlock Holmes                                | Guy Ritchie                              | Silver Pictures Village Roadshow Pictures Warner Bros. Pictures                                            | Für Oscar/Beste Filmmusik nominiert Für Grammy Award for Best Score Soundtrack for Visual Media nominiert Für Saturn Award für die beste Musik nominiert |
| 2009 | It’s Complicated                               | Nancy Meyers                             | Relativity Media Waverly Films Dentsu Universal Pictures                                                   | Mit Heitor Pereira komponiert |

#### 2010er
| Jahr | Originaltitel                               | Regisseur                              | Studio / Publisher | Bemerkungen |
| ---- | ------------------------------------------- | -------------------------------------- | --- | --- |
| 2010 | Inception                                   | Christopher Nolan                      | Syncopy Legendary Pictures Warner Bros. | Gewann Saturn Award für beste Musik Für Oscar/Beste Filmmusik nominiert Für British Academy Film Award/Beste Filmmusik nominiert Für Golden Globe Award/Beste Filmmusik nominiert Nominated–Grammy Award for Best Score Soundtrack for Visual Media         |
| 2010 | Megamind                                    | Tom McGrath                            | DreamWorks Animation Pacific Data Images Paramount Pictures | Mit Lorne Balfe komponiert |
| 2010 | How Do You Know                             | James L. Brooks                        | Gracie Films Columbia Pictures | – |
| 2011 | Rango                                       | Gore Verbinski                         | Nickelodeon Movies GK Films Industrial Light & Magic Paramount Pictures                                                                                           | – |
| 2011 | Pirates of the Caribbean: On Stranger Tides | Rob Marshall                           | Jerry Bruckheimer Films Walt Disney Pictures | Beinhaltet Spiel von Rodrigo y Gabriela |
| 2011 | Kung Fu Panda 2                             | Jennifer Yuh Nelson                    | DreamWorks Animation Paramount Pictures | Mit John Powell komponiert |
| 2011 | Transformers: Dark of the Moon              | Michael Bay                            | Paramount Pictures Hasbro Pictures | Uncredited |
| 2011 | A Monster in Paris                          | Bibo Bergeron                          | EuropaCorp Metro-Goldwyn-Mayer | – |
| 2011 | The Dilemma                                 | Ron Howard                             | Imagine Entertainment Spyglass Entertainment Universal Pictures                                                                                                   | Mit Lorne Balfe komponiert |
| 2011 | Jealous of the Birds                        | Jordan Bahat                           | Orlean Films | Dokumentarfilm |
| 2011 | Sherlock Holmes: A Game of Shadows          | Guy Ritchie                            | Silver Pictures Village Roadshow Pictures Warner Bros. Pictures                                                                                                   | – |
| 2012 | Madagascar 3: Europe’s Most Wanted          | Eric Darnell Tom McGrath Conrad Vernon | DreamWorks Animation Pacific Data Images Paramount Pictures | – |
| 2012 | The Dark Knight Rises                       | Christopher Nolan                      | DC Comics Syncopy Legendary Pictures Warner Bros. | Gewann Brit Award for Composer of the Year Gewann Brit Award for Outstanding Contribution to Music Für Grammy Award for Best Score Soundtrack for Visual Media nominiert Für Saturn Award für die beste Musik nominiert                                     |
| 2013 | Rush                                        | Ron Howard                             | Cross Creek Pictures Exclusive Films Working Title Films Imagine Entertainment Revolution Films Universal Pictures (US) Studiocanal (UK) Universum Film (Germany) | – |
| 2013 | Man of Steel                                | Zack Snyder                            | DC Comics Syncopy Legendary Pictures Warner Bros. | – |
| 2013 | The Lone Ranger                             | Gore Verbinski                         | Jerry Bruckheimer Films Walt Disney Pictures | |
| 2013 | Mr. Morgan’s Last Love                      | Sandra Nettelbeck                      | Sidney Kimmel Entertainment RLJE Films | – |
| 2013 | 12 Years a Slave                            | Steve McQueen                          | Regency Enterprises River Road Entertainment Plan B Entertainment Film4 Fox Searchlight Pictures (US) Entertainment One (Canada) Summit Entertainment (UK)        | Für British Academy Film Award/Beste Filmmusik nominiert Für Golden Globe Award/Beste Filmmusik nominiert |
| 2013 | Brave Miss World                            | Cecilia Peck                           | Netflix Rocket Girl Productions Artemis Rising Foundation Foundation for Jewish Culture Kroll Documentary Fund The Fledgling Fund Reif Entertainment Channel 2    | |
| 2014 | Winter’s Tale                               | Akiva Goldsman                         | Village Roadshow Pictures Weed Road Pictures Warner Bros. | Mit Rupert Gregson-Williams komponiert |
| 2014 | Son of God                                  | Christopher Spencer                    | Lightworkers Media 20th Century Fox | Mit Lorne Balfe & Lisa Gerrard komponiert |
| 2014 | The Amazing Spider-Man 2                    | Marc Webb                              | Marvel Entertainment Matt Tolmach Productions Arad Productions, Inc. Columbia Pictures                                                                            | Mit Pharrell Williams, Michael Einziger, Junkie XL, Johnny Marr, Andrew Kawczynski & Steve Mazzaro komponiert |
| 2014 | Interstellar                                | Christopher Nolan                      | Legendary Pictures Syncopy Lynda Obst Productions Paramount Pictures (US) Warner Bros. (International)                                                            | Gewann Saturn Award für die beste Musik Für Oscar/Beste Filmmusik nominiert Für British Academy Film Award/Beste Filmmusik nominiert Für Golden Globe Award/Beste Filmmusik nominiert Für Grammy Award for Best Score Soundtrack for Visual Media nominiert |
| 2015 | Chappie                                     | Neill Blomkamp                         | Media Rights Capital Columbia Pictures | – |
| 2015 | The Little Prince                           | Mark Osborne                           | Orange Studio Paramount Pictures | Mit Richard Harvey & Camille komponiert Für Annie Award for Music in a Feature Production nominiert |
| 2015 | Freeheld                                    | Peter Sollett                          | Endgame Entertainment Lionsgate | Mit Johnny Marr komponiert |
| 2015 | Woman in Gold                               | Simon Curtis                           | BBC Films Origin Pictures | Mit Martin Phipps komponiert |
| 2016 | Kung Fu Panda 3                             | Jennifer Yuh Nelson Alessandro Carloni | DreamWorks Animation China Film Group Corporation Oriental DreamWorks Zhong Ming You Ying Film 20th Century Fox                                                   | – |
| 2016 | Batman v Superman: Dawn of Justice          | Zack Snyder                            | DC Comics Atlas Entertainment RatPac Entertainment Cruel and Unusual Films Warner Bros.                                                                           | Mit Junkie XL komponiert |
| 2016 | The Last Face                               | Sean Penn                              | FilmHaven Productions Saban Films | – |
| 2016 | Inferno                                     | Ron Howard                             | Imagine Entertainment Columbia Pictures | – |
| 2016 | Hidden Figures                              | Theodore Melfi                         | 20th Century Fox Chernin Entertainment TSG Entertainment | Mit Pharrell Williams & Benjamin Wallfischkomponiert Für Golden Globe Award/Beste Filmmusik nominiert Für Grammy Award for Best Score Soundtrack for Visual Media nominiert                                                                                 |
| 2017 | The Boss Baby                               | Tom McGrath                            | DreamWorks Animation 20th Century Fox | Mit Steve Mazzaro komponiert |
| 2017 | Dunkirk                                     | Christopher Nolan                      | RatPac Entertainment Syncopy Warner Bros. | Für Oscar/Beste Filmmusik nominiert Für British Academy Film Award/Beste Filmmusik nominiert Für Golden Globe Award/Beste Filmmusik nominiert Für Grammy Award for Best Score Soundtrack for Visual Media nominiert                                         |
| 2017 | Blade Runner 2049                           | Denis Villeneuve                       | Scott Free Productions Thunderbird Entertainment Torridon Films 16:14 Entertainment Alcon Entertainment Warner Bros. (US) Columbia Pictures (International)       | Mit Songs von Vangelis Mit Benjamin Wallfisch komponiert Für British Academy Film Award/Beste Filmmusik nominiert Für Critics’ Choice Movie Award/Bester Komponist nominiert Für Grammy Award for Best Score Soundtrack for Visual Media nominiert          |
| 2018 | Widows                                      | Steve McQueen                          | 20th Century Fox Regency Enterprises | – |
| 2019 | Dark Phoenix                                | Simon Kinberg                          | Marvel Entertainment 20th Century Fox | – |
| 2019 | The Lion King                               | Jon Favreau                            | Fairview Entertainment Walt Disney Pictures | Für Grammy Award for Best Score Soundtrack for Visual Media nominiert |

#### 2020er
| Jahr | Originaltitel                          | Regisseur             | Studio / Publisher                                                                                                 | Bemerkungen |
| ---- | -------------------------------------- | --------------------- | --- | --- |
| 2020 | Rebuilding Paradise                    | Ron Howard            | National Geographic Documentary Films Imagine Entertainment                                                        | Mit Lorne Balfe komponiert |
| 2020 | The SpongeBob Movie: Sponge on the Run | Tim Hill              | Paramount+ Paramount Pictures Paramount Animation Nickelodeon Movies United Plankton Pictures Media Rights Capital | Mit Steve Mazzaro komponiert |
| 2020 | Hillbilly Elegy                        | Ron Howard            | Netflix Imagine Entertainment                                                                                      | Mit David Fleming komponiert |
| 2020 | Wonder Woman 1984                      | Patty Jenkins         | DC Comics Atlas Entertainment The Stone Quarry Warner Bros.                                                        | |
| 2021 | The Boss Baby: Family Business         | Tom McGrath           | DreamWorks Animation Universal Pictures                                                                            | Mit Steve Mazzaro komponiert |
| 2021 | Dune                                   | Denis Villeneuve      | Warner Bros. Legendary Entertainment Villeneuve Films                                                              | Gewann Oscar/Beste Filmmusik Gewann British Academy Film Award/Beste Filmmusik Gewann Critics’ Choice Movie Award/Bester Komponist Gewann Golden Globe Award/Beste Filmmusik Für Grammy Award for Best Score Soundtrack for Visual Media nominiert |
| 2021 | The Survivor                           | Barry Levinson        | HBO Films Bron Studios New Mandate Films Endeavor Content Creative Wealth Media                                    | |
| 2021 | No Time to Die                         | Cary Joji Fukunaga    | United Artists Releasing (North America) Universal Pictures (International) Metro-Goldwyn-Mayer Eon Productions    | |
| 2021 | Army of Thieves                        | Matthias Schweighöfer | Netflix The Stone Quarry Pantaleon Films                                                                           | Mit Steve Mazzaro komponiert |
| 2021 | The Unforgivable                       | Nora Fingscheidt      | Netflix GK Films Fortis Films Construction Film GmbH                                                               | Mit David Fleming komponiert |
| 2022 | Top Gun: Maverick                      | Joseph Kosinski       | Don Simpson/Jerry Bruckheimer Films Skydance Media TC Productions Paramount Pictures                               | Mit Harold Faltermeyer und Lady Gaga komponiert |
| 2022 | The Son                                | Florian Zeller        | Film4 See-Saw Films Ingenious Media Embankment Films Orange Studio                                                 | |
| 2023 | Are You There God? It’s Me, Margaret.  | Kelly Fremon Craig    | Lionsgate Gracie Films                                                                                             | |
| 2023 | The Creator                            | Gareth Edwards        | 20th Century Studios Regency Enterprises Entertainment One New Regency                                             | |
| 2024 | Dune: Part Two                         | Denis Villeneuve      | Warner Bros. Legendary Entertainment Villeneuve Films                                                              | |
| 2024 | Kung Fu Panda 4                        | Mike Mitchell         | DreamWorks Animation Universal Pictures                                                                            | Mit Steve Mazzaro komponiert |
| 2024 | Mufasa: The Lion King                  | Barry Jenkins         | Fairview Entertainment Walt Disney Pictures                                                                        | Mit Pharrell Williams und Nicholas Britell komponiert |
| 2024 | Eden                                   | Ron Howard            | Imagine Entertainment AGC Studios                                                                                  | |
| 2024 | Blitz                                  | Steve McQueen         | Apple Studios Regency Enterprises New Regency Working Title Films Lammas Park                                      | |
| 2025 | F1                                     | Joseph Kosinski       | Warner Bros. Pictures Apple Studios Jerry Bruckheimer Films Plan B Entertainment Dawn Apollo Films                 | |

### Kurzfilme
| Jahr | Originaltitel                         | Regisseur         | Studio / Publisher                       | Bemerkungen                                                                                                   |
| ---- | ------------------------------------- | ----------------- | ---------------------------------------- | --- |
| 1986 | Vardo                                 | Matthew Jacobs    | –                                        | – |
| 1990 | Arcadia                               | Paul Bamborough   | Channel Four Films Working Title Films   | – |
| 1991 | To the Moon, Alice                    | Jessie Nelson     | Chanticleer Films                        | – |
| 2008 | Secrets of the Furious Five           | Raman Hui         | DreamWorks Animation                     | Mit Henry Jackman & John Powell Annie Award for Best Music in an Animated Television Production or Short Form |
| 2011 | Megamind: The Button of Doom          | Simon J. Smith    | DreamWorks Animation Pacific Data Images | Mit Lorne Balfe komponiert                                                                                    |
| 2011 | Kung Fu Panda: Secrets of the Masters | Tony Leondis      | DreamWorks Animation                     | Mit Lorne Balfe & John Powell komponiert                                                                      |
| 2012 | The Longest Daycare                   | David Silverman   | Gracie Films Film Roman 20th Century Fox | Mit James Dooley komponiert                                                                                   |
| 2016 | Kung Fu Panda: Secrets of the Scroll  | Rodolphe Guenoden | DreamWorks Animation                     | Mit Lorne Balfe & John Powell komponiert                                                                      |

### TV-Filme und TV-Serien
| Jahr      | Originaltitel                                  | Fernsehsender                                       | Bemerkungen                                                                                                   |
| --------- | ---------------------------------------------- | --------------------------------------------------- | --- |
| 1985      | Wild Horses                                    | CBS                                                 | |
| 1987      | Comeback                                       | ITV Yorkshire                                       | |
| 1987      | Going for Gold                                 | BBC                                                 | Mit Sandy McClelland                                                                                          |
| 1988      | First Born                                     | BBC                                                 | |
| 1992      | Millennium: Tribal Wisdom and the Modern World | BBC Global Television Network                       | |
| 1993      | Lifepod                                        | FOX                                                 | Ausschließlich Titellied komponiert                                                                           |
| 1993–1994 | Space Rangers                                  | CBS                                                 | Ausschließlich Titellied komponiert                                                                           |
| 1994–1995 | The Critic                                     | Columbia Pictures Television Gracie Films ABC FOX   | Ausschließlich Titellied komponiert                                                                           |
| 2000–2001 | Die Motorrad-Cops – Hart am Limit              | RTL Group                                           | Ausschließlich Titellied komponiert                                                                           |
| 2010      | The Pacific                                    | HBO DreamWorks Playtone                             | Ausschließlich Titellied komponiert                                                                           |
| 2011–2016 | Through the Wormhole                           | Revelations Entertainment Discovery Communications  | Ausschließlich Titellied komponiert                                                                           |
| 2011      | Curiosity                                      | –                                                   | |
| 2013      | The Bible                                      | Lightworkers Media History                          | Mit Lisa Gerrard & Lorne Balfe komponiert                                                                     |
| 2015      | Premier Boxing Champions                       | –                                                   | |
| 2015      | Sons of Liberty                                | A&E Networks History                                | Ausschließlich Titellied komponiert                                                                           |
| 2015      | A.D.: The Bible Continues                      | NBC                                                 | Ausschließlich Titellied komponiert                                                                           |
| 2016      | Planet Earth II                                | BBC                                                 | Mit Jasha Klebe & Jacob Shea komponiert Für British Academy Film Award/Beste Filmmusik nominiert              |
| 2016      | The Crown                                      | Sony Pictures Television Left Bank Pictures Netflix | Ausschließlich Titellied komponiert                                                                           |
| 2017      | Genius                                         | National Geographic                                 | Ausschließlich Titellied komponiert Für Primetime Emmy Award for Outstanding Main Title Theme Music nominiert |
| 2017      | Blue Planet II                                 | BBC                                                 | Mit David Fleming & Jacob Shea komponiert                                                                     |
| 2018      | Believer                                       | HBO                                                 | Mit Dan Reynolds komponiert                                                                                   |
| 2019      | Seven Worlds, One Planet                       | BBC                                                 | Mit Jacob Shea komponiert                                                                                     |
| 2022      | Prehistoric Planet                             | Apple TV+ BBC                                       | Mit Anže Rozman & Kara Talve komponiert                                                                       |
| 2022      | Frozen Planet II                               | BBC                                                 | Mit Adam Lukas & James Everingham komponiert                                                                  |
| 2022      | The Calling                                    | Peacock                                             | Mit Steve Mazzaro komponiert                                                                                  |
| 2022      | Die Nacht, als Laurier erwachte                | Club Illico                                         | Mit David Fleming                                                                                             |
| 2023      | Planet Earth III                               | BBC                                                 | Mit Jacob Shea & Sara Barone komponiert                                                                       |
| 2024      | The Tattooist of Auschwitz                     | Sky Studios                                         | Mit Kara Talve komponiert                                                                                     |
| 2024      | Virdee                                         | BBC                                                 | Mit James Everingham komponiert                                                                               |
| 2024      | Twilight of the Gods                           | Netflix                                             | Mit Kara Talve komponiert                                                                                     |
| TBA       | Lord of the Flies                              | BBC                                                 | Mit Kara Talve komponiert                                                                                     |

### Videospiele
| Jahr | Originaltitel                  | Studio / Publisher | Bemerkungen                                                    |
| ---- | ------------------------------ | ------------------ | -------------------------------------------------------------- |
| 2007 | The Simpsons Game              | Electronic Arts    | Mit James Dooley, Christopher Lennertz & Tim Wynn komponiert   |
| 2009 | Call of Duty: Modern Warfare 2 | Activision         | Ausschließlich Titellied komponiert Mit Lorne Balfe komponiert |
| 2011 | Crysis 2                       | Electronic Arts    | Mit Lorne Balfe, Tilman Sillescu & Borislav Slavov komponiert  |
| 2011 | Skylanders: Spyro’s Adventure  | Activision         | Ausschließlich Themes komponiert Mit Lorne Balfe komponiert    |
| 2015 | Arena of Valor                 | TiMi Studios       | Mit Jeff Broadbent & Matthew Carl Earl komponiert              |
| 2018 | FIFA 19                        | Electronic Arts    | Mit Lorne Balfe komponiert                                     |
| 2023 | Ashfall                        | NetEase Games      | Mit Inon Zur und Steve Mazzaro komponiert                      |
| 2024 | Dragon Age: The Veilguard      | Electronic Arts    | Mit Lorne Balfe komponiert                                     |

## Als Produzent
In diesem Abschnitt sind Filme und andere Medien aufgelistet, für die Zimmer nicht die Partitur komponiert, für die er aber den Soundtrack produziert hat.

### 1980er
| Jahr | Originaltitel    | Komponist                               | Regisseur           | Bemerkungen |
| ---- | ---------------- | --------------------------------------- | ------------------- | ----------- |
| 1987 | The Last Emperor | Cong Su, Ryūichi Sakamoto & David Byrne | Bernardo Bertolucci | –           |

### 1990er
| Jahr | Originaltitel                | Komponist                            | Regisseur                     | Bemerkungen |
| ---- | ---------------------------- | ------------------------------------ | ----------------------------- | ----------- |
| 1993 | Batman: Mask of the Phantasm | Shirley Walker                       | Bruce Timm, Eric Radomski     |             |
| 1994 | Speed                        | Mark Mancina                         | Jan de Bont                   | –           |
| 1996 | Twister                      | Mark Mancina                         | Jan de Bont                   | –           |
| 1996 | White Squall                 | Jeff Rona                            | Ridley Scott                  | –           |
| 1997 | Face/Off                     | John Powell                          | John Woo                      | –           |
| 1997 | The Borrowers                | Harry Gregson-Williams               | Peter Hewitt                  | –           |
| 1998 | Antz                         | Harry Gregson-Williams & John Powell | Eric Darnell Tim Johnson      | –           |
| 1998 | With Friends Like These...   | John Powell                          | Philip Frank Messina          | –           |
| 1999 | Endurance                    | John Powell                          | Leslie Woodhead Bud Greenspan | –           |

### 2000er
| Jahr | Originaltitel                                  | Komponist                      | Regisseur                     | Bemerkungen         |
| ---- | ---------------------------------------------- | ------------------------------ | ----------------------------- | ------------------- |
| 2001 | I Am Sam                                       | John Powell                    | Jessie Nelson                 | –                   |
| 2002 | Live from Baghdad                              | Steve Jablonsky                | Mick Jackson                  | Executive Producer  |
| 2004 | House of D                                     | Geoff Zanelli                  | David Duchovny                | Executive Producer  |
| 2004 | Ella Enchanted                                 | Nick Glennie-Smith             | Tommy O’Haver                 | Executive Producer  |
| 2005 | All the Invisible Children                     | Ramin Djawadi                  | Jordan Scott Ridley Scott     | Segment: „Jonathan“ |
| 2005 | The Island                                     | Steve Jablonsky                | Michael Bay                   | –                   |
| 2005 | Blood+                                         | Mark Mancina                   | Junichi Fujisaku              |                     |
| 2005 | Wallace & Gromit: The Curse of the Were-Rabbit | Julian Nott                    | Nick Park Steve Box           | –                   |
| 2006 | Ask the Dust                                   | Heitor Pereira & Ramin Djawadi | Robert Towne                  | –                   |
| 2006 | Curious George                                 | Heitor Pereira                 | Matthew O’Callaghan           | Executive Producer  |
| 2006 | Over the Hedge                                 | Rupert Gregson-Williams        | Tim Johnson Karey Kirkpatrick | Executive Producer  |
| 2006 | The Prestige                                   | David Julyan                   | Christopher Nolan             | Executive Producer  |
| 2006 | Urmel aus dem Eis                              | James Dooley                   | Reinhard Klooss Holger Tappe  | –                   |
| 2007 | August Rush                                    | Mark Mancina                   | Kirsten Sheridan              | –                   |
| 2007 | Bee Movie                                      | Rupert Gregson-Williams        | Simon J. Smith                | –                   |
| 2008 | Vantage Point                                  | Atli Örvarsson                 | Pete Travis                   | –                   |
| 2008 | Babylon A.D.                                   | Atli Örvarsson                 | Mathieu Kassovitz             | Executive Producer  |
| 2008 | Running the Sahara                             | Heitor Pereira                 | James Moll                    |                     |
| 2008 | Iron Man                                       | Ramin Djawadi                  | Jon Favreau                   | Executive Producer  |
| 2009 | Monsters vs. Aliens                            | Henry Jackman                  | Conrad Vernon Rob Letterman   | Executive Producer  |
| 2009 | Henri 4                                        | Henry Jackman                  | Jo Baier                      | Executive Producer  |

### 2010er
| Jahr | Originaltitel                             | Komponist                          | Regisseur                  | Bemerkungen        |
| ---- | ----------------------------------------- | ---------------------------------- | -------------------------- | ------------------ |
| 2010 | Despicable Me                             | Heitor Pereira & Pharrell Williams | Pierre Coffin Chris Renaud | –                  |
| 2013 | Hansel & Gretel: Witch Hunters            | Atli Örvarsson                     | Tommy Wirkola              | –                  |
| 2013 | Beyond: Two Souls                         | Lorne Balfe                        | David Cage                 |                    |
| 2013 | Bullet to the Head                        | Steve Mazzaro                      | Walter Hill                | –                  |
| 2014 | Divergent                                 | Junkie XL                          | Neil Burger                | –                  |
| 2015 | Auschwitz                                 | Benjamin Wallfisch                 | James Moll                 |                    |
| 2015 | Terminator Genisys                        | Lorne Balfe                        | Alan Taylor                | Executive Producer |
| 2016 | 13 Hours: The Secret Soldiers of Benghazi | Lorne Balfe                        | Michael Bay                | Executive Producer |
| 2016 | The Edge of Seventeen                     | Atli Örvarsson                     | Kelly Fremon Craig         | –                  |
| 2017 | Rings                                     | Matthew Margeson                   | F. Javier Gutiérrez        | Executive Producer |
| 2018 | Smallfoot                                 | Heitor Pereira                     | Karey Kirkpatrick          | Executive Producer |

### 2020er
| Jahr | Originaltitel               | Komponist          | Regisseur      | Bemerkungen        |
| ---- | --------------------------- | ------------------ | -------------- | ------------------ |
| 2020 | The Rhythm Section          | Steve Mazzaro      | Reed Morano    | Executive Producer |
| 2020 | Scoob!                      | Tom Holkenborg     | Tony Cervone   | –                  |
| 2021 | Around the World in 80 Days | Christian Lundberg | Ashley Pharoah | –                  |

## Anderes
In der Rubrik sind Filme aufgelistet, bei denen Zimmer nicht als Hauptkomponist fungierte, aber dennoch Originalmusik zur Partitur beisteuerte
| Jahr | Originaltitel                       | Komponist                       | Regisseur        | Bemerkungen |
| ---- | ----------------------------------- | ------------------------------- | ---------------- | ----------- |
| 1983 | Eureka                              | Stanley Myers                   | Nicolas Roeg     |             |
| 1986 | Castaway                            | Stanley Myers                   | Nicolas Roeg     |             |
| 1988 | Prisoner of Rio                     | Luiz Bonfá & Luciano Perrone    | Lech Majewski    |             |
| 1991 | White Fang                          | Basil Poledouris                | Randal Kleiser   |             |
| 1993 | Sniper                              | Gary Chang                      | Luis Llosa       |             |
| 1996 | White Squall                        | Jeff Rona                       | Ridley Scott     |             |
| 1997 | Smilla’s Sense of Snow              | Harry Gregson-Williams          | Bille August     |             |
| 2003 | Johnny English                      | Edward Shearmur                 | Peter Howitt     |             |
| 2005 | The Ring Two                        | Henning Lohner & Martin Tillman | Hideo Nakata     |             |
| 2007 | August Rush                         | Mark Mancina                    | Kirsten Sheridan |             |
| 2009 | Transformers: Revenge of the Fallen | Steve Jablonsky                 | Michael Bay      |             |
| 2014 | Transformers: Age of Extinction     | Steve Jablonsky                 | Michael Bay      |             |

## Livealben
| Jahr | Originaltitel                                | Label         | Bemerkungen                                                                               |
| ---- | -------------------------------------------- | ------------- | ----------------------------------------------------------------------------------------- |
| 2001 | The Wings of a Film                          | Decca         | Aufgenommen beim Flanders International Film Festival, Oktober 2000.                      |
| 2017 | Live in Prague                               | Eagle Records | Im Mai 2016 aufgenommen                                                                   |
| 2025 | Hans Zimmer & Friends: Diamond in the Desert |               | Regisseur Paul Dugdale vereint Live-Aufnahmen mit exklusiven dokumentarischen Interviews. |

## Gastbeiträge
Alben anderer Musiker mit Gastbeiträgen von Zimmer. Chronologisch sortiert.
- 1980: The Damned, „The History of the World (Part 1)“ single, included on The Black Album
- 1985: Shriekback, Oil and Gold (1985)